# باتريشيا رايت
باتريشيا رايت (بالإنجليزية: Patricia Wright)‏ هي ممثلة أمريكية، ولدت في 15 يوليو 1921 في الولايات المتحدة.

## وصلات خارجية
- باتريشيا رايت على موقع IMDb (الإنجليزية)